# Persone di nome Ian
| Questa pagina contiene informazioni ricavate automaticamente dalle voci biografiche con l'ausilio del template Bio e di un bot. L'aggiornamento è periodico e automatico e ricostruisce completamente la pagina. Se manca una persona in questa lista, sei pregato di non aggiungerla, ma accertati piuttosto che la sua voce biografica contenga il template Bio e che i dati anagrafici siano correttamente compilati. Se il template Bio manca, inseriscilo tu stesso o, in alternativa, metti l'avviso {{tmp\|Bio}} che ne segnala la mancanza. Se i dati riportati sono sbagliati, correggi direttamente la voce biografica; le modifiche saranno visibili in questa lista entro pochi giorni. Per chiarimenti vedi il progetto antroponimi. La lista contiene solo le 351 persone che sono citate nell'enciclopedia e per le quali è stato implementato correttamente il template Bio. Pagina aggiornata al 6 ago 2025. |

Questa è una lista di persone presenti nell'enciclopedia che hanno il nome Ian, suddivise per attività principale.

## Allenatori di calcio(26)
- Ian Allinson, allenatore di calcio e ex calciatore inglese (Hitchin, n. 1957)
- Ian Atkins, allenatore di calcio e ex calciatore inglese (Birmingham, n. 1957)
- Ian Baraclough, allenatore di calcio e ex calciatore inglese (Leicester, n. 1970)
- Ian Bogie, allenatore di calcio e ex calciatore inglese (Newcastle upon Tyne, n. 1967)
- Ian Bridge, allenatore di calcio e ex calciatore canadese (Victoria, n. 1959)
- Ian Britton, allenatore di calcio e calciatore scozzese (Dundee, n. 1954 - † 2016)
- Ian Burchnall, allenatore di calcio inglese (Leicester, n. 1983)
- Ian Butterworth, allenatore di calcio e ex calciatore inglese (Crewe, n. 1964)
- Ian Cathro, allenatore di calcio e ex calciatore scozzese (Dundee, n. 1986)
- Ian Crook, allenatore di calcio e ex calciatore inglese (Romford, n. 1963)
- Ian Evatt, allenatore di calcio e ex calciatore inglese (Coventry, n. 1981)
- Ian Ferguson, allenatore di calcio e ex calciatore scozzese (Glasgow, n. 1967)
- Ian Greaves, allenatore di calcio e calciatore inglese (Crompton, n. 1932 - Ainsworth, † 2009)
- Ian Hazel, allenatore di calcio e ex calciatore inglese (Merton, n. 1967)
- Ian Holloway, allenatore di calcio e ex calciatore inglese (Londra, n. 1963)
- Ian MacFarlane, allenatore di calcio e calciatore scozzese (Lanark, n. 1933 - † 2019)
- Ian McKechnie, allenatore di calcio e calciatore scozzese (Bellshill, n. 1941 - Kingston upon Hull, † 2015)
- Ian McNeill, allenatore di calcio e calciatore scozzese (Glasgow, n. 1932 - † 2017)
- Ian Miller, allenatore di calcio e ex calciatore scozzese (Perth, n. 1955)
- Ian Mork, allenatore di calcio e ex calciatore statunitense (Wichita, n. 1971)
- Ian Murray, allenatore di calcio e ex calciatore scozzese (Edimburgo, n. 1981)
- Ian Painter, allenatore di calcio e ex calciatore inglese (Wombourne, n. 1964)
- Ian Redford, allenatore di calcio e calciatore scozzese (Perth, n. 1960 - Irvine, † 2014)
- Ian Russell, allenatore di calcio e ex calciatore statunitense (Seattle, n. 1975)
- Ian Storey-Moore, allenatore di calcio e ex calciatore inglese (Ipswich, n. 1945)
- Ian Walker, allenatore di calcio e ex calciatore inglese (Watford, n. 1971)

## Antropologi(1)
- Ian Tattersall, antropologo inglese (Regno Unito, n. 1945)

## Archeologi(1)
- Ian Hodder, archeologo britannico (Bristol, n. 1948)

## Architetti(1)
- Ian Simpson, architetto britannico (Heywood, n. 1955)

## Artisti marziali misti(1)
- Ian McCall, artista marziale misto statunitense (Dana Point, n. 1984)

## Attori(49)
- Ian Abercrombie, attore britannico (Grays, n. 1934 - Los Angeles, † 2012)
- Ian Alexander, attore e attivista statunitense (Salt Lake City, n. 2001)
- Ian Bannen, attore britannico (Airdrie, n. 1928 - Loch Ness, † 1999)
- Ian Barford, attore statunitense (Bloomington, n. 1966)
- Ian Bartholomew, attore e cantante britannico (Gosport, n. 1954)
- Ian Beattie, attore nordirlandese (Belfast, n. 1965)
- Ian Bliss, attore australiano (Sydney, n. 1966)
- Ian Bohen, attore statunitense (Carmel-by-the-Sea, n. 1976)
- Ian Buchanan, attore britannico (Hamilton, n. 1957)
- Ian Carmichael, attore britannico (Kingston upon Hull, n. 1920 - Grosmont, † 2010)
- Ian Charleson, attore scozzese (Edimburgo, n. 1949 - Londra, † 1990)
- Ian Chen, attore e doppiatore statunitense (Los Angeles, n. 2006)
- Ian Collier, attore britannico (n. 1943 - Londra, † 2008)
- Ian Anthony Dale, attore statunitense (Saint Paul, n. 1978)
- Ian Dunn, attore britannico (Wednesbury, n. 1965)
- Ian Gelder, attore britannico (n. 1949 - † 2024)
- Ian Gomez, attore statunitense (New York, n. 1964)
- Ian Hallard, attore inglese (Birmingham, n. 1974)
- Ian Hanmore, attore britannico (Edimburgo, n. 1945)
- Ian Harding, attore statunitense (Heidelberg, n. 1986)
- Ian Hart, attore britannico (Liverpool, n. 1964)
- Ian Hendry, attore britannico (Ipswich, n. 1931 - Londra, † 1984)
- Ian Holm, attore britannico (Goodmayes, n. 1931 - Londra, † 2020)
- Ian Hunter, attore britannico (Città del Capo, n. 1900 - Londra, † 1975)
- Ian Kahn, attore statunitense (New York, n. 1972)
- Ian Keith, attore statunitense (Boston, n. 1899 - New York, † 1960)
- Ian MacDonald, attore statunitense (Great Falls, n. 1914 - Bozeman, † 1978)
- Ian Marter, attore e scrittore britannico (Coventry, n. 1944 - Londra, † 1986)
- Ian McCulloch, attore britannico (Glasgow, n. 1939)
- Ian McDiarmid, attore e regista teatrale britannico (Carnoustie, n. 1944)
- Ian McElhinney, attore britannico (Belfast, n. 1948)
- Ian McKellen, attore britannico (Burnley, n. 1939)
- Ian McNeice, attore britannico (Basingstoke, n. 1950)
- Ian McShane, attore britannico (Blackburn, n. 1942)
- Ian Mercer, attore britannico (Oldham, n. 1961)
- Ian Nelson, attore statunitense (Madison, n. 1982)
- Ian Nelson, attore statunitense (n. 1995)
- Ian Ogilvy, attore britannico (Woking, n. 1943)
- Ian Ousley, attore statunitense (College Station, n. 2002)
- Ian Price, attore e sceneggiatore gallese (Penarth, n. 1946 - Londra, † 2014)
- Ian Richardson, attore britannico (Edimburgo, n. 1934 - Londra, † 2007)
- Ian Roberts, attore e ex rugbista a 13 australiano (Londra, n. 1965)
- Ian Roberts, attore, comico e sceneggiatore statunitense (New York, n. 1965)
- Ian Somerhalder, attore, modello e filantropo statunitense (Covington, n. 1978)
- Ian Tracey, attore canadese (Vancouver, n. 1964)
- Ian Whyte, attore, stuntman e ex cestista britannico (Bangor, n. 1971)
- Ian Wolfe, attore statunitense (Canton, n. 1896 - Los Angeles, † 1992)
- Ian Yi, attore, cantante e ballerino taiwanese (Taipei, n. 1996)
- Ian Ziering, attore statunitense (Newark, n. 1964)

## Autori di giochi(1)
- Ian Livingstone, autore di giochi e imprenditore britannico (Prestbury, n. 1949)

## Bassisti(1)
- Ian Hill, bassista britannico (West Bromwich, n. 1952)

## Batteristi(6)
- Ian Broad, batterista britannico (Liverpool, n. 1944)
- Ian Clarke, batterista britannico (Londra, n. 1946)
- Ian Mosley, batterista britannico (Paddington, n. 1953)
- Ian Paice, batterista britannico (Nottingham, n. 1948)
- Ian Thomas, batterista britannico (Cardiff, n. 1963)
- Ian Wallace, batterista britannico (Bury, n. 1946 - Los Angeles, † 2007)

## Biologi(1)
- Ian Wilmut, biologo britannico (Hampton Lucy, n. 1944 - † 2023)

## Canoisti(4)
- Ian Borrows, canoista australiano (Paddington, n. 1989)
- Ian Ferguson, ex canoista neozelandese (Taumarunui, n. 1952)
- Ian Rowling, ex canoista australiano (Epping, n. 1967)
- Ian Wynne, canoista britannico (Tonbridge, n. 1973)

## Canottieri(2)
- Ian Edmunds, ex canottiere australiano (n. 1961)
- Ian McNuff, ex canottiere britannico (n. 1957)

## Cantanti(9)
- Ian Astbury, cantante britannico (Heswall, n. 1962)
- Ian Hunter, cantante e compositore britannico (Oswestry, n. 1939)
- Ian MacKaye, cantante, musicista e produttore discografico statunitense (Washington, n. 1962)
- Ian McCulloch, cantante britannico (Liverpool, n. 1959)
- Ian McDonald, cantante, polistrumentista e compositore britannico (Londra, n. 1946 - New York, † 2022)
- Ian Page, cantante e scrittore inglese (Londra, n. 1960)
- Ian Svenonius, cantante statunitense (Chicago, n. 1968)
- Ian Thomas, cantante belga (Anversa, n. 1997)
- Ian Watkins, cantante, musicista e criminale britannico (Merthyr Tydfil, n. 1977)

## Cantautori(4)
- Ian Curtis, cantautore britannico (Stretford, n. 1956 - Macclesfield, † 1980)
- Ian Dury, cantautore e attore britannico (Harrow, n. 1942 - Londra, † 2000)
- Ian Gillan, cantautore britannico (Hounslow, n. 1945)
- Lemmy Kilmister, cantautore e musicista britannico (Stoke-on-Trent, n. 1945 - Los Angeles, † 2015)

## Cavalieri(2)
- Ian Millar, cavaliere canadese (Halifax, n. 1947)
- Ian Stark, cavaliere britannico (n. 1954)

## Cestisti(13)
- Ian Allison, cestista canadese (Greenock, n. 1909 - London, † 1990)
- Ian Boylan, ex cestista statunitense (Norman, n. 1983)
- Ian Clark, cestista statunitense (Memphis, n. 1991)
- Ian Davies, cestista australiano (Launceston, n. 1956 - Hobart, † 2013)
- Ian Hanavan, ex cestista e allenatore di pallacanestro statunitense (Moline, n. 1980)
- Ian Hummer, cestista statunitense (Vienna, n. 1990)
- Ian Lockhart, ex cestista bahamense (Nassau, n. 1967)
- Ian Mahinmi, ex cestista francese (Rouen, n. 1986)
- Ian Miller, cestista statunitense (Charlotte, n. 1991)
- Ian O'Leary, ex cestista statunitense (Woodland, n. 1986)
- Ian Vougioukas, ex cestista greco (Londra, n. 1985)
- Ian Watson, cestista australiano (Melbourne, n. 1949 - Melbourne, † 1981)
- Ian Young, ex cestista statunitense (Brooklyn, n. 1981)

## Chimici(1)
- Ian Morris Heilbron, chimico inglese (n. 1886 - † 1959)

## Chitarristi(2)
- Ian Bairnson, chitarrista britannico (Lerwick, n. 1953 - Frimley, † 2023)
- Ian Crichton, chitarrista canadese (Oakville, n. 1956)

## Ciclisti su strada(4)
- Ian Boswell, ciclista su strada statunitense (Bend, n. 1991)
- Ian Garrison, ciclista su strada statunitense (Decatur, n. 1998)
- Ian McLeod, ex ciclista su strada sudafricano (Falkirk, n. 1980)
- Ian Stannard, ex ciclista su strada e pistard britannico (Chelmsford, n. 1987)

## Crickettisti(1)
- Ian Bell, crickettista inglese (Coventry, n. 1982)

## Critici musicali(1)
- Ian MacDonald, critico musicale, paroliere e produttore discografico britannico (n. 1948 - Wotton-under-Edge, † 2003)

## Designer(1)
- Ian Callum, designer britannico (Dumfries, n. 1954)

## Diplomatici(1)
- Ian Gordon Greenlees, diplomatico e scrittore scozzese (n. 1913 - † 1988)

## Dirigenti d'azienda(2)
- Scott Gibbs, dirigente d'azienda britannico (Bridgend, n. 1971)
- Ian Greenberg, dirigente d'azienda canadese (Montréal, n. 1942 - Montréal, † 2022)

## Disc jockey(1)
- Ian Levine, disc jockey e produttore discografico britannico (Blackpool, n. 1953)

## Discoboli(1)
- Ian Waltz, ex discobolo statunitense (Post Falls, n. 1977)

## Doppiatori(1)
- Ian Sinclair, doppiatore e direttore del doppiaggio statunitense (Dallas, n. 1984)

## Editori(1)
- Robert Maxwell, editore, politico e imprenditore britannico (Solotvyno, n. 1923 - Isole Canarie, † 1991)

## Egittologi(1)
- Ian Shaw, egittologo britannico (n. 1961)

## Entomologi(1)
- Ian Francis Bell Common, entomologo australiano (n. 1917 - † 2006)

## Filosofi(1)
- Ian Hacking, filosofo canadese (Vancouver, n. 1936 - † 2023)

## Generali(1)
- Ian Hamilton, generale britannico (Corfù, n. 1853 - Londra, † 1947)

## Geologi(1)
- Ian Plimer, geologo australiano (n. 1946)

## Giocatori di baseball(2)
- Ian Desmond, giocatore di baseball statunitense (Sarasota, n. 1985)
- Ian Kinsler, ex giocatore di baseball statunitense (Tucson, n. 1982)

## Giocatori di football americano(4)
- Ian Book, giocatore di football americano statunitense (El Dorado Hills, n. 1998)
- Boris Shlapak, ex giocatore di football americano e ex calciatore statunitense (Chicago, n. 1950)
- Ian Thomas, giocatore di football americano statunitense (Baltimora, n. 1996)
- Ian Williams, giocatore di football americano statunitense (n. 1989)

## Giocatori di snooker(1)
- Ian Burns, giocatore di snooker inglese (Preston, n. 1985)

## Golfisti(3)
- Ian Baker-Finch, golfista australiano (Nambour, n. 1960)
- Ian Poulter, golfista inglese (Hitchin, n. 1976)
- Ian Woosnam, golfista gallese (Oswestry, n. 1958)

## Hockeisti su ghiaccio(2)
- Ian Laperrière, ex hockeista su ghiaccio canadese (Montréal, n. 1974)
- Ian Moore, hockeista su ghiaccio statunitense (Salt Lake City, n. 2002)

## Imprenditori(3)
- Ian Schrager, imprenditore statunitense (New York, n. 1946)
- Ian Wace, imprenditore britannico (n. 1963)
- Ian Wood, imprenditore scozzese (Aberdeen, n. 1942)

## Informatici(3)
- Ian Bird, programmatore inglese
- Ian Goodfellow, informatico statunitense (n. 1987)
- Ian Murdock, informatico statunitense (Costanza, n. 1973 - San Francisco, † 2015)

## Linguisti(1)
- Ian Hancock, linguista e attivista inglese (Londra, n. 1942)

## Lunghisti(1)
- Ian James, ex lunghista canadese (Port of Spain, n. 1963)

## Maratoneti(1)
- Ian Thompson, ex maratoneta britannico (Birkenhead, n. 1949)

## Matematici(2)
- Ian Agol, matematico statunitense (Hollywood, n. 1970)
- Ian Stewart, matematico e scrittore britannico (Folkestone, n. 1945)

## Medici(2)
- Ian D. Cooke, medico australiano (Sydney, n. 1935)
- Ian Donald, medico scozzese (n. 1910 - † 1987)

## Mezzofondisti(1)
- Ian Stewart, ex mezzofondista britannico (n. 1949)

## Militari(1)
- Ian Bazalgette, militare e aviatore canadese (Calgary, n. 1918 - Senantes, † 1944)

## Musicisti(7)
- Ian Broudie, musicista britannico (Liverpool, n. 1958)
- Ian Brown, musicista e compositore britannico (Warrington, n. 1963)
- Ian Fowles, musicista, chitarrista e bassista statunitense
- Ian Herman, musicista sudafricano (Città del Capo)
- Ian Stewart, musicista britannico (Pittenweem, n. 1938 - Londra, † 1985)
- Ian Stuart Donaldson, musicista e cantante britannico (Poulton-le-Fylde, n. 1957 - Derbyshire, † 1993)
- Ian Williams, musicista, compositore e cantante statunitense (Johnstown, n. 1970)

## Musicologi(1)
- Ian Kemp, musicologo inglese (Edimburgo, n. 1931 - Lewes, † 2011)

## Naturalisti(1)
- Ian Saem Majnep, naturalista papuano (Provincia di Madang, n. 1948 - † 2007)

## Nuotatori(5)
- Ian Black, ex nuotatore britannico (Inverness, n. 1941)
- Ian Crocker, ex nuotatore statunitense (Portland, n. 1982)
- Ian MacKenzie, ex nuotatore canadese (Vancouver, n. 1953)
- Ian O'Brien, ex nuotatore australiano (Wellington, n. 1947)
- Ian Thorpe, ex nuotatore australiano (Sydney, n. 1982)

## Opinionisti(1)
- Ian Wright, opinionista e ex calciatore inglese (Londra, n. 1963)

## Pianisti(1)
- Gil Evans, pianista, arrangiatore e compositore canadese (Toronto, n. 1912 - Cuernavaca, † 1988)

## Piloti automobilistici(5)
- Ian Ashley, pilota di Formula 1 britannico (Wuppertal, n. 1947)
- Ian Burgess, pilota di Formula 1 inglese (Londra, n. 1930 - Harrow, † 2012)
- Ian Raby, pilota automobilistico britannico (Woolwich, n. 1921 - Lambeth, † 1967)
- Ian Scheckter, ex pilota automobilistico sudafricano (East London, n. 1947)
- Ian Stewart, pilota automobilistico britannico (Edimburgo, n. 1929 - Crieff, † 2017)

## Piloti di rally(1)
- Ian Duncan, ex pilota di rally keniota (Nairobi, n. 1961)

## Piloti motociclistici(3)
- Ian Hutchinson, pilota motociclistico britannico (Bingley, n. 1979)
- Ian Lougher, pilota motociclistico britannico (Cardiff, n. 1963)
- Ian McConnachie, pilota motociclistico britannico (n. 1965)

## Pistard(3)
- Ian Banbury, ex pistard e ciclista su strada britannico (Hemel Hempstead, n. 1957)
- Ian Browne, pistard australiano (Melbourne, n. 1931 - Melbourne, † 2023)
- Ian Hallam, ex pistard britannico (n. 1948)

## Pittori(1)
- Ian Davenport, pittore britannico (n. 1966)

## Poeti(2)
- Ian Hamilton Finlay, poeta, scrittore e architetto del paesaggio scozzese (Nassau, n. 1925 - Edimburgo, † 2006)
- Ian Hamilton, poeta e critico letterario britannico (King's Lynn, n. 1938 - Londra, † 2001)

## Polistrumentisti(1)
- Ian Anderson, polistrumentista, compositore e cantautore britannico (Dunfermline, n. 1947)

## Politici(5)
- Ian Borg, politico maltese (Pietà, n. 1986)
- Ian Duncan, barone Duncan di Springbank, politico britannico (n. 1973)
- Ian Micallef, politico maltese (Gżira, n. 1969)
- Ian Paisley, politico nordirlandese (Armagh, n. 1926 - Belfast, † 2014)
- Ian Smith, politico rhodesiano (Selukwe, n. 1919 - Città del Capo, † 2007)

## Produttori discografici(1)
- Ian Carey, produttore discografico e disc jockey statunitense (Hancock, n. 1975 - Miami, † 2021)

## Produttori televisivi(1)
- Ian Brennan, produttore televisivo e attore statunitense (Mount Prospect, n. 1978)

## Psichiatri(2)
- Ian Falloon, psichiatra neozelandese (Auckland, n. 1940 - Londra, † 2006)
- Ian Stevenson, psichiatra canadese (Montréal, n. 1918 - Charlottesville, † 2007)

## Psicoterapeuti(1)
- Ian Kerner, psicoterapeuta, sessuologo e scrittore statunitense

## Pugili(1)
- Ian Gardner, pugile canadese (St. John, n. 1981)

## Rapper(2)
- Aesop Rock, rapper, polistrumentista e pittore statunitense (New York, n. 1976)
- Ice MC, rapper e ex ballerino britannico (Nottingham, n. 1965)

## Registi(3)
- Ian Fitzgibbon, regista e attore irlandese (Dublino, n. 1962)
- Terri Timely, regista e fotografo statunitense (Berkeley, n. 1981)
- Ian Sharp, regista inglese (Clitheroe, n. 1946)

## Registi teatrali(1)
- Ian Rickson, regista teatrale e direttore artistico britannico (Dulwich, n. 1963)

## Rugbisti a 15(13)
- Bruce Deans, rugbista a 15 neozelandese (Cheviot, n. 1960 - † 2019)
- Ian Evans, ex rugbista a 15 britannico (Johannesburg, n. 1984)
- Ian Foster, rugbista a 15 e allenatore di rugby a 15 neozelandese (Hamilton, n. 1965)
- Ian Gough, rugbista a 15 gallese (Pontypool, n. 1976)
- Ian Hunter, ex rugbista a 15 e dirigente d'azienda britannico (Londra, n. 1969)
- Ian Jones, ex rugbista a 15 e conduttore televisivo neozelandese (Whangarei, n. 1967)
- Ian Keatley, rugbista a 15 irlandese (Dublino, n. 1987)
- Ian Kirkpatrick, ex rugbista a 15 neozelandese (Gisborne, n. 1946)
- Ian Madigan, rugbista a 15 irlandese (Dublino, n. 1989)
- Ian McGeechan, ex rugbista a 15, allenatore di rugby a 15 e dirigente sportivo britannico (Leeds, n. 1946)
- Ian McKinley, ex rugbista a 15 e allenatore di rugby a 15 irlandese (Dublino, n. 1989)
- Ian Smith, rugbista a 15 scozzese (Melbourne, n. 1903 - Edimburgo, † 1972)
- Ian Smith, rugbista a 15 e militare britannico (Dundee, n. 1944)

## Saggisti(2)
- Ian Buruma, saggista e orientalista olandese (L'Aia, n. 1951)
- Ian Wilson, saggista britannico (Londra, n. 1941)

## Sassofonisti(1)
- Ian Underwood, sassofonista, flautista e pianista statunitense (New York, n. 1939)

## Scacchisti(1)
- Ian Rogers, scacchista australiano (Hobart, n. 1960)

## Sceneggiatori(3)
- Ian Biederman, sceneggiatore e produttore televisivo statunitense (Boston)
- Ian Jones-Quartey, sceneggiatore, animatore e doppiatore statunitense (Hatfield, n. 1984)
- Ian Stokell, sceneggiatore, produttore cinematografico e regista britannico (Londra, n. 1959)

## Scenografi(1)
- Ian MacNeil, scenografo britannico (n. 1960)

## Sciatori alpini(2)
- Ian Gut, ex sciatore alpino svizzero (n. 1995)
- Ian Piccard, ex sciatore alpino francese (Albertville, n. 1968)

## Scrittori(9)
- Ian Caldwell, scrittore statunitense (Contea di Fairfax, n. 1976)
- Ian Falconer, scrittore, illustratore e designer statunitense (Ridgefield, n. 1959 - Norwalk, † 2023)
- Ian Fleming, scrittore, giornalista e militare britannico (Londra, n. 1908 - Canterbury, † 1964)
- Ian R. MacLeod, scrittore britannico (Solihull, n. 1956)
- Ian McDonald, scrittore britannico (Manchester, n. 1960)
- Ian McEwan, scrittore e sceneggiatore britannico (Aldershot, n. 1948)
- Ian McGuire, scrittore britannico (Kingston upon Hull, n. 1964)
- Ian Rankin, scrittore britannico (Fife, n. 1960)
- Ian Watson, scrittore e sceneggiatore britannico (n. 1943)

## Snowboarder(1)
- Ian Matteoli, snowboarder italiano (Torino, n. 2005)

## Storici(5)
- Ian L. Campbell, storico britannico (n. 1945)
- Ian Gibson, storico e ispanista irlandese (Dublino, n. 1939)
- Ian Kershaw, storico britannico (Oldham, n. 1943)
- Ian Knight, storico britannico (Shoreham-by-Sea, n. 1956)
- Ian Morris, storico e archeologo britannico (Stoke-on-Trent, n. 1960)

## Storici dell'arte(1)
- Lorne Campbell, storico dell'arte scozzese (Stirling, n. 1946)

## Surfisti(1)
- Ian Cairns, surfista australiano (Melbourne, n. 1952)

## Tastieristi(1)
- Ian McLagan, tastierista, polistrumentista e cantautore britannico (Londra, n. 1945 - Austin, † 2014)

## Tennistavoliste(1)
- Ian Lariba, tennistavolista filippina (Cagayan de Oro, n. 1994 - Taguig, † 2018)

## Tennisti(4)
- Ian Ayre, tennista australiano (Brisbane, n. 1929 - Brisbane, † 1991)
- Ian Collins, tennista britannico (Glasgow, n. 1903 - Bearsden, † 1975)
- Ian Fletcher, ex tennista australiano (Adelaide, n. 1948)
- Ian Vermaak, tennista sudafricano (Empangeni, n. 1933 - Città del Capo, † 2025)

## Tenori(1)
- Ian Bostridge, tenore e scrittore inglese (Londra, n. 1964)

## Teologi(1)
- Ian Howard Marshall, teologo e biblista britannico (Carlisle, n. 1934 - † 2015)

## Tiratrici a volo(1)
- Ian Ballinger, tiratrice a volo neozelandese (New Plymouth, n. 1925 - Christchurch, † 2008)

## Trombettisti(1)
- Ian Carr, trombettista e compositore scozzese (Dumfries, n. 1933 - Londra, † 2009)

## Tuffatori(1)
- Ian Matos, tuffatore brasiliano (Muaná, n. 1989 - Rio de Janeiro, † 2021)

## Velisti(3)
- Ian Barker, ex velista britannico (Cardiff, n. 1966)
- Ian Brown, ex velista australiano (n. 1954)
- Ian Walker, ex velista britannico (Worcester, n. 1970)

## Velocisti(1)
- Ian Morris, ex velocista trinidadiano (Siparia, n. 1961)

## Wrestler(1)
- Vampiro, wrestler, commentatore televisivo e musicista canadese (Thunder Bay, n. 1967)

## Senza attività specificata(2)
- Ian Hunter, effettista statunitense
- Ian Voigt, tecnico del suono britannico